# XVIII dinastia egípcia
A XVIII dinastia egípcia foi criada após a expulsão dos Hicsos, povos de origem asiática, e que comandaram o Egito por quase duzentos anos e é talvez a mais bem conhecida dinastia do Antigo Egito.

## Datação
Tradicionalmente diz-se que a XVIII dinastia egípcia reinou entre 1550 a.C. e 1295 a.C., mas a datação por radiocarbono sugere que pode ter começado um pouco mais cedo. O intervalo das datas de radiocarbono para seu início é entre 1570 a.C. e 1544 a.C., sendo que o ponto médio das quais é 1557 a.C..

## Lista de faraós

O Império Novo Egípcio no seu apogeu, no reinado de Tutemés III

Na XVIII dinastia distinguem duas linhas: a dos Tuteméses e dos Amen-hoteps. A rainha Hatexepsute assumiu o poder durante a minoridade de Tutemés III. Aquenáton realizou a famosa reforma religiosa, extinguindo todos os cultos aos deuses, pelo culto de um único deus, chamado de Aton.
Ordem nome de cartucho, nome escolhido para governar – Data aproximada de reinado (ainda há muitas divergências quanto as datas)
- Amósis I, (Nebpehti-re[1]) – 1550-1525 a.C.

- Amenófis I, (Djeserka-re) – 1525-1504 a.C.
- Tutemés I, (Akhperenre) – 1504-1492 a.C.
- Tutemés II, (Akhperenre) – 1492-1479 a.C.
- Hatexepsute, (Maatka-re) – 1479-1457 a.C.
- Tutemés III, (Menkheperu-re) – 1457-1425 a.C.
- Amenófis II, (Akheper-re) – 1425-1400 a.C.
- Tutemés IV, (Menkhperu-re) – 1400-1390 a.C.
- Amenófis III, (Nebmaat-re) – 1390-1352 a.C.
- Aquenáton, (Neferkheperu-re-waenre) – 1352-1338 a.C.
- Semencaré, (Ankhkeperu-re) – 1338-1336 a.C.
- Tutancâmon, (Nebkheperu-re) – 1336-1327 a.C.
- Aí, (Kheperkheperu-re) – 1327-1323 a.C.
- Horemebe[2] (Djeserkheperu-re) – 1323-1295 a.C.

## Síntese histórica

### De Amósis a Amenófis III
Em 1550 a.C. Amósis derrotou os Hicsos e fundou a XVIII dinastia, tendo ocupado Canaã até Charuhen (Levante Meridional). Há também fontes históricas da época que referem vitórias de Amósis sobre os Fenehu (Fenícios). Amósis também reconquistou a Núbia (que se tinha tornado independente no Terceiro Período Intermediário) até à Primeira Catarata. Sucedeu-lhe Amenófis I, que avançou as fronteiras egípcias até à Segunda Catarata. Com Tutemés I, o Egito passaria a ser a potência hegemónica no Médio Oriente. Conquistou a Núbia até à Quarta Catarata e a Síria até perto de Apameia. Com Tutemés II o domínio da Núbia ficou garantido com a sufocação de uma revolta: a Núbia ficaria subjugada durante todo o Império Novo. Foi sucedido por Hatexepsute. Hatexepsute foi uma mulher particular na história do Egito Antigo porque foi das poucas mulheres que reinaram como faraós. Ela foi inicialmente regente enquanto Tutemés III, seu enteado, era muito novo para governar, mas no ano 7 de seu reinado (em 1472 a.C.) assumiu-se como faraó e reinou até à morte. O seu reinado foi pacífico e realizaram-se expedições comerciais a Punt (no actual Corno de África). Foi sucedida por Tutemés III, que foi apelidado de "Napoleão do Egito" pelos historiadores devido ao facto de ter expandido as fronteiras egípcias até à sua máxima extensão, tendo chegado ao Eufrates e feito uma expedição contra Mitani (um império hurrita da Mesopotâmia) e estendido o seu domínio até Napata. Foi sucedido por Amenófis II, que teve de combater rebeliões na Síria contra o domínio egípcio, apoiadas por Mitani, que derrotou. No seu reinado foi estabelecida uma aliança com Mitani. Com Amenófis III, não houve muitas campanhas (só duas na Núbia) e o Egito esteve pacífico durante este reinado.

### Período de Amarna
O Egito na XVIII Dinastia era um país muito organizado, especialmente nos trabalhos de agricultura - plantação e colheita,  que deviam ser realizados com muita precisão.Como não chovia, a fertilidade da terra dependia do "crescimento" do Nilo. Desta forma, graças a sua organização e apesar dos seus desertos e pouca extensão de terra cultivável, foi considerado o "Grande Silo Graneleiro do Mundo".
Foi governado por muitos Faraós ao longo de suas 22 Dinastias: alguns mais conhecidos que outros.
Dentro da XVIII Dinastia o faraó  mais importante foi Amenofis III, 90º faraó da Dinastia XVIII que subiu ao trono do Egito em 1391 a.C. e reinou até 1352 a.C. aproximadamente. Era filho de Tutmosis IV e pai de de Amenofis IV, chamado posteriormente de Aquenáton, conhecido como “O Faraó Herege” que implantou o monoteísmo no Antigo Egito através da Revolução Atoniana.
O Egito que encontrou Amenófis III era uma terra de grande opulência e poder. Como “Grande Construtor” contribuiu somando grandes obras arquitetônicas ao esplendor Egípcio. Procurou manter as relações com os países vizinhos e vassalos através de tratados e de um ativo intercambio comercial, com poucas ações militares.Sem dúvida, o Destino levaria este Faraó  a viver um época crítica na história dos Dois Países.
O Período de Amarna começou no 5º ano de reinado de Amenófis IV ou Aquenáton e foi uma das épocas mais intrigantes da história universal e aconteceu entre o reinado de Aquenáton e inícios do de Tutancâmon. Durante esta época o Egito faraónico seria o primeiro estado com um culto monoteísta. Aquenáton ordenou que Aton fosse a única divindade que fosse venerada e mandou fechar todos os templos que não fossem de Aton ou de suas manifestações e mudou a sua capital para Tell-el-Amarna, a meio caminho entre Tebas e Mênfis. Enquanto isso acontecia, na Síria Abbdi-Ashirta, rei de Amurru, aproveitando-se da passividade egípcia fazia jogo duplo com o Egito e os Hititas, e aproveitou-se desse jogo duplo para expandir o seu poder e revoltar-se contra o Egito e subordinar-se ao poder Hitita e só foi detido quando cercou Biblos e um exército egípcio veio ajudar o rei da cidade (o rei de Biblos era o mais fiel vassalo do Egito e que tinha advertido várias vezes o Egito sobre as acções de Abbdi-Ashirta), e acabou por morrer no decurso destes acontecimentos bélicos. Mas seria sucedido por Aziru, que continuou a obra do pai e conquistou Biblos, e apesar de ter de ir duas vezes ao Egito para explicar as suas acções, foi defendido por vários funcionários. Pouco depois, esse mesmo Aziru assinaria um tratado com os Hititas, passando a ser vassalo deles. Isso foi só um exemplo para mostrar a perda de poder dos egípcios na Síria e a sua completa passividade já referida. Durante este reinado perderam a Síria para os Hititas e não há muitos vestígios da presença egípcia na Núbia (mas esta zona não foi abandonada).

### Aí e Horemebe
Aí ou Ai foi o penúltimo faraó da XVIII dinastia egípcia. Governou o Antigo Egito durante um breve período de quatro anos entre 1327 e 1323 a.C. ou entre 1323 e 1319 a.C., segundo os autores. Antes de se tornar faraó Aí foi um alto funcionário ao serviço de três faraós, Amenófis III, Amenófis IV (Aquenáton) e Tutancâmon. O seu nome de trono ou prenome foi Kheperkheruré, o que significa "Eternas são as manifestações de Ré". Julga-se que Aí seria natural da cidade de Acmim no Alto Egito e que seus pais fossem Tuia e Iuia e a sua irmã a rainha Tié, esposa principal do faraó Amenófis III. Foi precisamente no reinado de Amenófis III que Aí iniciou a sua carreira como funcionário, que prossegue durante os reinados seguintes.
Horemebe - "Hórus está jubiloso" - (1319 a.C. – 1292 a.C.), foi o último faraó da XVIII dinastia do Egito. Pertence ao grupo real de Amarna. Horemebe representava a ortodoxia e seu governo foi em parte dedicado a extirpar a "heresia" de Aquenáton, tarefa que mereceu amplo apoio dos sacerdotes tebanos de Amon. Além disso, cuidou de restabelecer a ordem no país, bastante comprometida após anos de perturbação por questões religiosas. Horemebe morreu sem deixar herdeiros, sendo sucedido pelo fundador da XIX dinastia, Ramessés I.